# 4-Aminoacetanilid
4-Aminoacetanilid ist eine chemische Verbindung aus der Gruppe der Carbonsäureamide und Anilinderivate.

## Gewinnung und Darstellung
4-Aminoacetanilid kann durch katalytische Hydrierung von 4-Nitroacetanilid gewonnen werden.

## Eigenschaften
4-Aminoacetanilid ist ein brennbarer, schwer entzündbarer, kristalliner, brauner, geruchloser Feststoff, der löslich in Wasser ist.

## Verwendung
4-Aminoacetanilid wird für die Herstellung von Azofarbstoffen und Pharmazeutika benutzt.